# Seleção Venezuelana de Futebol

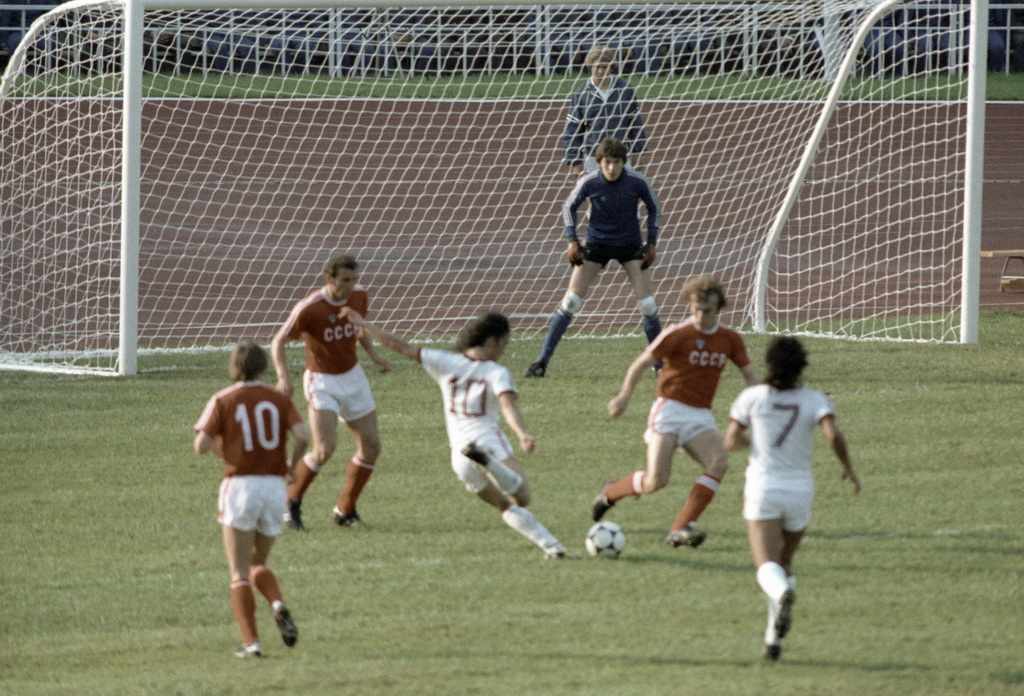
Partida entre a Venezuela e a União Soviética nos Jogos Olímpicos de 1980

A Seleção Venezuelana de Futebol representa a Venezuela nas competições de futebol da FIFA, sendo o órgão organizador do futebol nesse país a Federação Venezuelana de Futebol. Devido a cor do seu equipamento principal que é a junção das cores presentes na bandeira (amarelo, azul e vermelho), a seleção é normalmente apelidada de La Vinotinto (A Vinho Tinto).

## História
Por ter entrado nas competições internacionais muito mais tarde que os restantes países da CONMEBOL, e também devido ao elevado interesse que o basebol e o basquetebol geram na Venezuela, a seleção de futebol tem no seu histórico uma luta contínua pela sua afirmação no plano continental, algo que até recentemente nunca tinha conseguido. Seus melhores resultados até então foram dois 4º lugares nos Jogos Pan-americanos de 1951 e Jogos Pan-americanos de 1955 e um 4º lugar na Copa América de 2011. A seleção venezuelana é a única pertencente à CONMEBOL que nunca participou num Campeonato do Mundo da FIFA, e durante as fases de qualificação chegava a não ganhar um único jogo. Até ao ano 2000, havia ganho apenas dois jogos: a 15 de Março de 1981, 1-0 frente à Bolívia, com um gol de Pedro Acosta, e a 12 de Setembro de 1993, 2-1 frente ao Equador, com gols de Garcia e Morales.
No entanto, quase inexplicavelmente, a história transfigurou-se de um momento para o outro. Dos últimos cinco jogos de qualificação para o Mundial de 2002, a Venezuela ganhou quatro, perdendo apenas contra o eventual campeão mundial, o Brasil. Nessa qualificação conseguiu pela primeira vez na história não terminar em último lugar do grupo, superando o tradicional time do Chile.
As vitórias e as excelentes exibições continuaram na qualificação para 2006, mas a Venezuela não se conseguiria apurar. Na Copa América 2007, um novo resultado surpreendente, a Venezuela termina em 1º do seu grupo, e se classifica para a segunda fase, o confronto das quartas era contra a forte Seleção do Uruguai, e apesar de terminar o primeiro tempo empatado em 1 a 1, leva 3 gols na segunda etapa, e acaba sendo eliminada por 4 a 1. Em 2008, em um amistoso disputado em Boston nos Estados Unidos, a Venezuela venceu historicamente o Brasil por 2x0, com gols de Giancarlo Maldonado e Ronald Vargas. Em 2011, no segundo jogo pelas eliminatórias para a Copa de 2014, a Venezuela recebeu a Argentina em casa, e pela primeira vez na história, venceu seu adversário, com o gol de Amorebieta . Resultados que reforçaram a tese de que a Venezuela não é mais aquele "saco de pancadas" de outrora. 

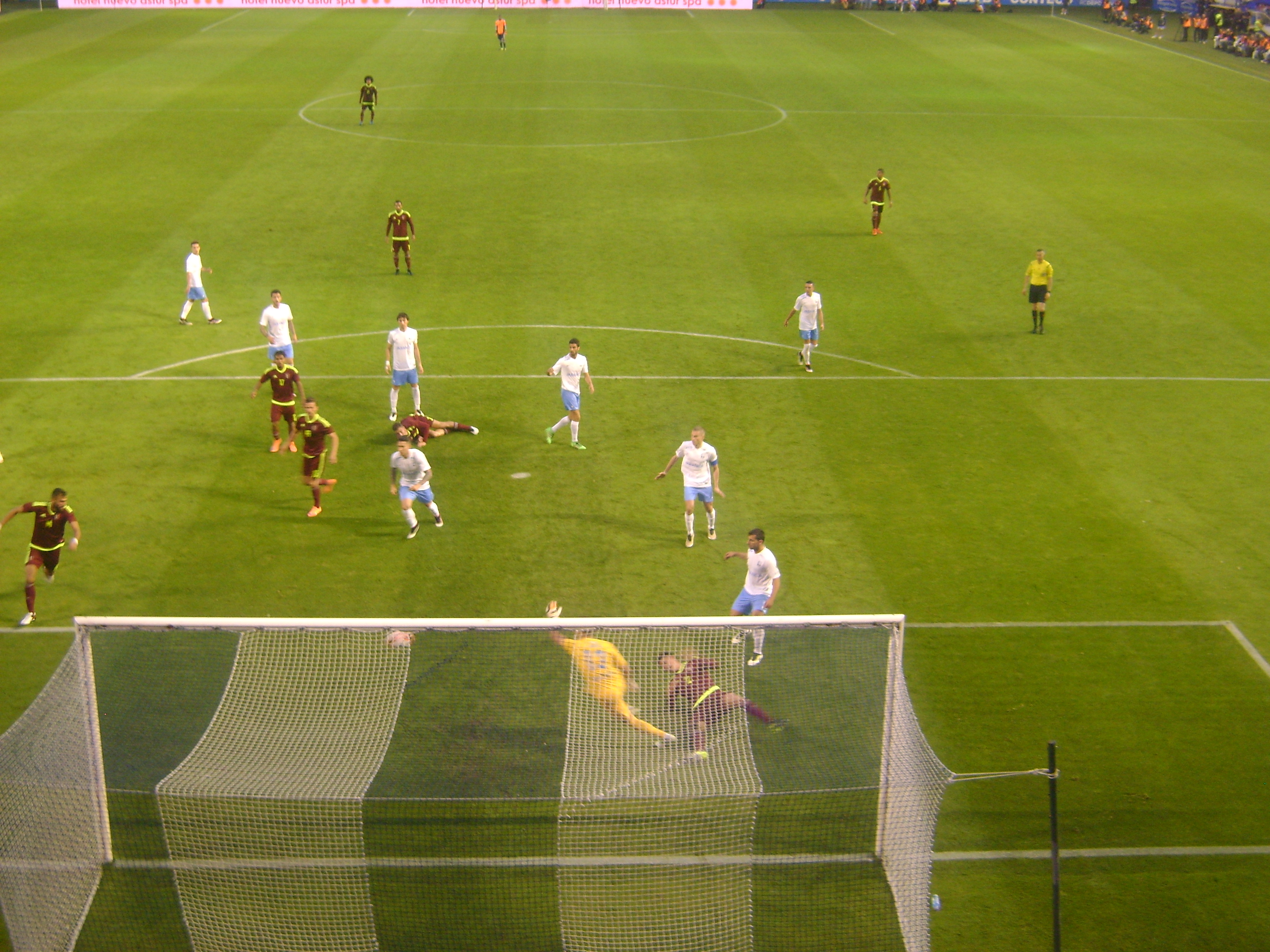
Jogo disputado entre a Galícia e a Venezuela.

Nas Eliminatórias para a Copa de 2018, goleou a Bolívia por 5 a 0, placar também feito pelo Brasil contra a mesma, sendo esses jogos as maiores goleadas desta qualificação. Nas quatro últimas rodadas teve uma sequência de invencibilidade de 1 vitória e 3 empates. Conquistou um histórico empate com a Argentina fora de casa (sendo que já havia empatado com a mesma em casa). Assim como com a Argentina, adiou e dificultou as classificações de Uruguai e Colômbia, empatando com ambas. Na última rodada, venceu o Paraguai, o que tirou esta seleção da Copa (a Seleção Paraguaia conquistaria a vaga caso tivesse ganhado). Apesar destes bons resultados, ficou em último lugar, com 2 vitórias, 6 empates e 10 derrotas.

### Jogos Olímpicos de 1980
Se a Venezuela nunca disputou uma Copa do Mundo, já teve o privilégio de disputar o torneio olímpico de futebol. Foi nos Jogos Olímpicos de 1980, quando substituiu a Argentina, que desistiu de participar. Obteve a 12ª colocação.

### Copa América

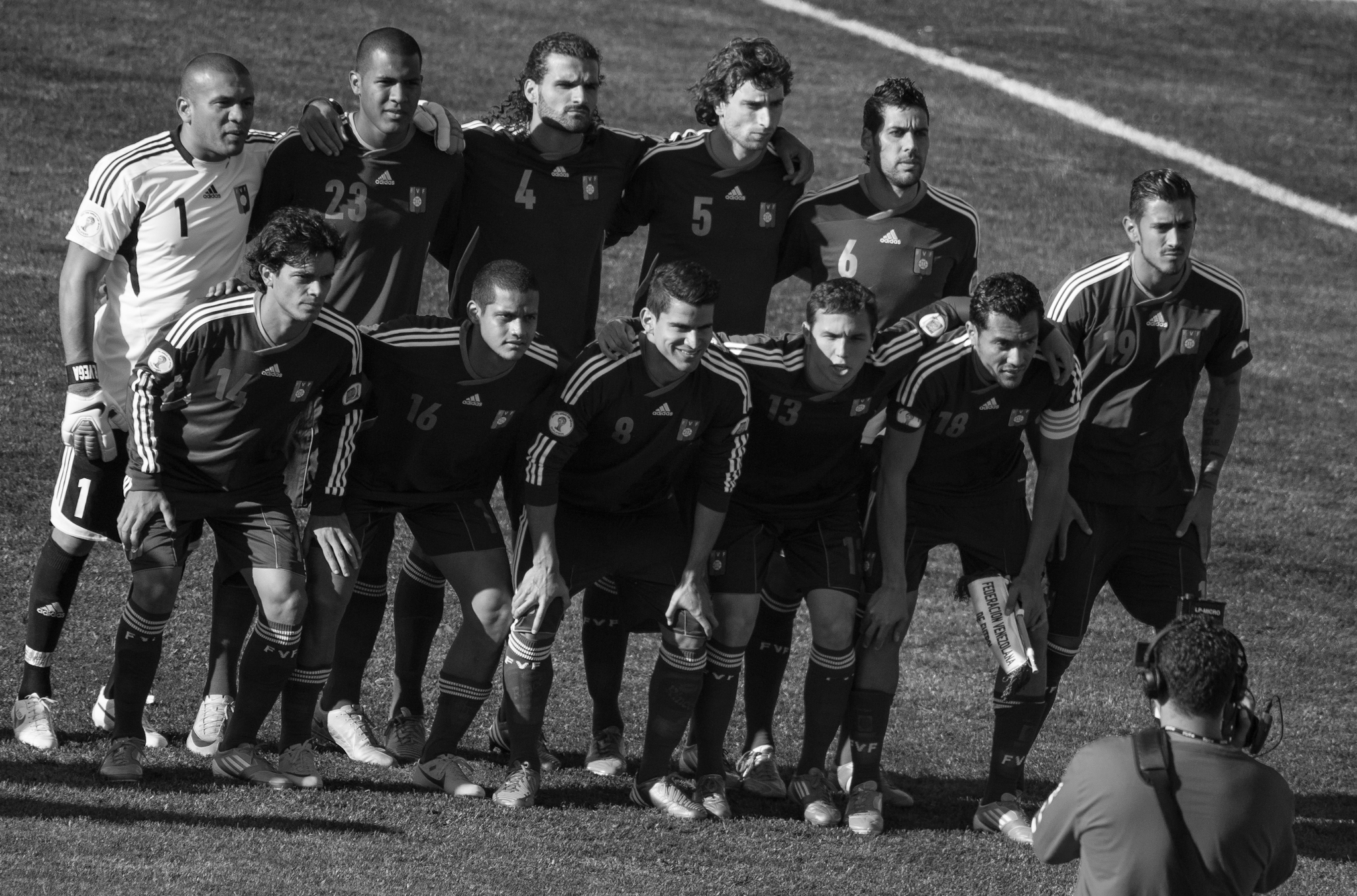
Equipe da Venezuela em 2012 contra o Uruguai.

Em 2007, a Venezuela foi sede, pela primeira vez, da Copa América. A competição foi um enorme sucesso de público, pois o polêmico presidente Hugo Chávez percebeu a importância do futebol como o esporte mais popular do mundo, fez uma intensa propaganda para promover o evento e acabou sendo bem-sucedido. Jogando em casa, a Venezuela conseguiu a 6º posição. Em 2011, a Copa América foi na Argentina, e mais uma vez, a Venezuela mostrou um bom futebol e com ótimas atuações, teve sua melhor campanha no campeonato, ao chegar às semifinais. Terminou o campeonato em 4º lugar, e em seu retorno à Venezuela, milhares de torcedores saíram as ruas, tendo como destaque um time jovem e jogadores muitos bons conhecidos internacionalmente como Juan Arango, José Salomón Rondón e Yohandry Orozco..
Em 2016, a já desacreditada Venezuela foi a grande sensação da Copa América Centenário ou Copa América 100, na primeira rodada vencendo por um placar magro da seleção jamaicana por 1 a 0, na segunda rodada triunfando sobre o Uruguai por também 1 a 0, já na terceira rodada empatou com o gigante México por 1 a 1.
Já nas quartas de final, perdeu pra Argentina por 4 a 1.
Mesmo com a derrota chegaram a Caracas sendo aplaudidos pela grande campanha.

### Jogos Centro-Americanos e do Caribe
Nos Jogos Centro-Americanos e do Caribe é onde tem sua melhor performance e também onde conquistou seus dois títulos: duas medalhas de ouro em 1982 e 1998. Obteve também três medalhas de prata em 1978, 1990 e 2006 e uma medalha de bronze em 1959.

### Jogos Bolivarianos
Nos Jogos Bolivarianos obteve seis medalhas de prata e seis de bronze.

### Jogos Sul-Americanos
Nos Jogos Sul-Americanos obteve a medalha de prata em 1994.
Críticos predizem agora que a Venezuela tem hipóteses de se qualificar para o Campeonato do Mundo a curto prazo.

## Títulos

### Títulos oficiais
| EVENTOS MULTIESPORTIVOS | EVENTOS MULTIESPORTIVOS             | EVENTOS MULTIESPORTIVOS | EVENTOS MULTIESPORTIVOS |
|                         | Competição                          | Vezes                   | Ano                     |
| ----------------------- | ----------------------------------- | ----------------------- | ----------------------- |
|                         | Jogos Centro-Americanos e do Caribe | 2                       | 1982 e 1998             |

### Títulos não oficiais
| Torneios amistosos | Torneios amistosos          | Torneios amistosos | Torneios amistosos |
|                    | Competição                  | Vezes              | Ano                |
| ------------------ | --------------------------- | ------------------ | ------------------ |
| Venezuela          | Copa Cidade de Barquisimeto | 1                  | 1981               |
| Japão              | Copa Kirin                  | 1                  | 2019               |

### Títulos de base

#### Seleção Sub-20
- Copa Governo de Zulia Sub-20: 1 (2009)
- Copa Governo de Bolívar Sub-20: 1 (2010)

## Campanhas de destaque
| Jogos Centro-Americanos Medalhas de Prata e de Bronze | Jogos Centro-Americanos Medalhas de Prata e de Bronze | Jogos Centro-Americanos Medalhas de Prata e de Bronze | Jogos Centro-Americanos Medalhas de Prata e de Bronze |
|                                                       | Competição                                            | Vezes                                                 | Ano                                                   |
| ----------------------------------------------------- | ----------------------------------------------------- | ----------------------------------------------------- | ----------------------------------------------------- |
|                                                       |                                                       | 5                                                     | 1978, 1990, 2006, 2014, 2018                          |
|                                                       |                                                       | 2                                                     | 1959, 1962                                            |

- Jogos Centro-Americanos e do Caribe
  - medalha de prata: 1978, 1990, 2006, 2014, 2018
  - medalha de bronze: 1959, 1962

| Jogos Bolivianos Medalhas de Prata e de Bronze | Jogos Bolivianos Medalhas de Prata e de Bronze | Jogos Bolivianos Medalhas de Prata e de Bronze | Jogos Bolivianos Medalhas de Prata e de Bronze |
|                                                | Competição                                     | Vezes                                          | Ano                                            |
| ---------------------------------------------- | ---------------------------------------------- | ---------------------------------------------- | ---------------------------------------------- |
|                                                | Jogos Bolivarianos                             | 6                                              | 1948, 1951, 1965, 1970, 1977, 1998             |
|                                                | Jogos Bolivarianos                             | 7                                              | 1961, 1981, 1993, 1997, 2001, 2009, 2017       |

- Jogos Bolivarianos
  - medalha de prata: 1947-1948, 1951, 1965, 1970, 1977, 2005
  - medalha de bronze: 1961, 1981, 1993, 1997, 2001, 2009, 2017

- Copa América: 4º lugar - 2011
- Jogos Olímpicos: 12º lugar - 1980
- Jogos Pan-americanos: 4º lugar - 1951, 1955
- Torneio Pré-Olímpico Sul-Americano Sub-23 : 4º lugar - 1996, 2024
- Jogos Sul-Americanos
  - medalha de prata: 1994

## Desempenho na Copa América
- 1916 a 1963 - Não participou
- 1967 - 5º colocado
- 1975 - Primeira-Fase
- 1979 - Primeira-Fase
- 1983 - Primeira-Fase
- 1987 - Primeira-Fase
- 1989 - Primeira-Fase
- 1991 - Primeira-Fase
- 1993 - Primeira-Fase
- 1995 - Primeira-Fase
- 1997 - Primeira-Fase
- 1999 - Primeira-Fase
- 2001 - Primeira-Fase
- 2004 - Primeira-Fase
- 2007 - Quartas de Final  (sede)
- 2011 - 4º colocado
- 2015 - Primeira-Fase
- 2016 - Quartas de final
- 2019 - Quartas de final
- 2021 - Primeira-Fase
- 2024 - Quartas de final

## Uniformes

### Uniformes atuais
- 1º - Camisa grená, calção e meias grenás;
- 2º - Camisa branca, calção e meias brancas.

| Primeiro Uniforme | Segundo Uniforme |

### Uniformes dos goleiros
- Preto com detalhes cinzas.
- Amarelo com detalhes escuros.

| Cores do Time · Cores do Time · Cores do Time · Cores do Time · Cores do Time | Cores do Time · Cores do Time · Cores do Time · Cores do Time · Cores do Time |

### Uniformes anteriores
- 2019

| Primeiro Uniforme | Segundo Uniforme |

- 2018

| Primeiro | Segundo |

- 2015

| Primeiro | Segundo |

- 2014

| Primeiro | Segundo |

- 2011

| Primeiro | Segundo |

- 2010

| Primeiro | Segundo |

- 2008

| Primeiro | Segundo |

### Material esportivo
| Fornecedor | Período       |
| ---------- | ------------- |
| Adidas     | 1981–1991     |
| Forte      | 1993–1996     |
| Polmer     | 1996–1997     |
| Aba Sport  | 1998–1999     |
| Atletica   | 2000–2005     |
| Adidas     | 2005–2018     |
| Givova     | 2019–2023     |
| Adidas     | 2024–presente |

## Histórico de Treinadores 1938 - 2023
- Vittorio Godigna: 1938
- Rafael Franco: 1965-1967
- Gregorio Gómez: 1967-1972
- Dan Giorgadis: 1977
- Walter Roque: 1978
- Víctor Pignanelli: 1979
- Luis Mendoza: 1981
- Walter Roque: 1985
- Rafael Santana: 1987
- Luis Mendoza: 1989
- Carlos Moreno: 1989
- Víctor Pignanelli: 1991
- Ratomir Dujković: 1992-1995
- Lino Alonso: 1995
- Rafael Santana: 1996
- Eduardo Borrero: 1997
- José Omar Pastoriza: 1999-2001
- Richard Páez: 2001-2007
- César Farías: 2008-2013
- Noel Sanvicente: 2014-2016
- Rafael Dudamel: 2016-2020
- José Peseiro: 2020-2021
- Leonardo González: 2021
- José Pékerman: 2022-2023
- Fernando Batista: 2023-